# Вознесенская церковь (Тутаев)
Вознесенская (Леонтьевская) церковь в Тутаеве — двухъярусный храм трапезного типа, построен в 1795 году, расширен в 1815 году. До войны его прихожанином был будущий исповедник веры и почитаемый старец о. Павел Груздев. Храм был закрыт в 1960 году, возвращен верующим в 1989 году. Отреставрирован.

## Описание
Храм в честь Вознесения Господня, за которым закрепилось название Леонтиевской церкви, находится на южной окраине города в центре большой площади. Когда-то здесь стоял деревянный храм Леонтия Ростовского, потому и местность эта издавна называется «Леонтьевка». В 1743 году сгорела холодная деревянная Вознесенская церковь, а теплая, возобновленная после пожара, с приделом Параскевы Пятницы, простояла до постройки нового каменного храма и затем была разобрана.
Каменный пятиглавый храм возвели в 1795 году на пожертвования купца Григория Карповича Сырейщикова и прихожан. Была освящена только нижняя, теплая церковь (главный престол — в честь иконы Пресвятой Богородицы «Знамение» и придел — во имя великомученицы Параскевы).
Верхний храм (летний) достраивался в течение двадцати лет и только в 1815 году, после отделки, был освящен Вознесенский престол.

### Советский период
Храм был закрыт в 1960 году, в здании находился склад.
Возвращен верующим в 1989 году, отремонтирован.
В 1961 году церковь была закрыта. Позднее в ней располагалась детская спортивная школа, производственные мастерские, а также склад городского торга.
В 1989 году храм был возвращён общине и является действующим.

## Галерея
| - Храм и футбольное поле осенью 2021 года - Храм осенью 2021 года - Храм, вид с Волги 2012 в году |